# Кентъки (река)
Кентъки (на английски: Kentucky River) е река в източната част на САЩ, протичаща през щата Кентъки, ляв приток на Охайо. Дължината ѝ е 420 km (с дясната съставяща я река Северна Кентъки – 690 km), а площта на водосборния басейн – 18 230 km².
Река Кентъки се образува на 195 m н.в., при град Бийтивил, административен център на окръг Лий, в югоизточната част на щата Кентъки, от сливането на двете съставящи я реки Южна Кентъки (лява съставяща) и Северна Кентъки (дясна съставяща). Двете съставящи я реки водят началото си от платото Камберланд (съставна част на планината Апалачи). По цялото си протежение река Кентъки тече по Апалачкото плато, в началото на северозапад и югозапад, а в средното и долното течение на север-северозапад в сравнително широка и плитка долина с бавно и спокойно течение. Влива се отляво в река Охайо, на 132 m н.в., при град Каролтън, административен център на окръг Тримбъл, в северната част на щата Кентъки.
Водосборният басейн на река Кентъки обхваща площ от 18 230 km², което представлява 3,7% от водосборния басейн на река Охайо. На североизток водосборният басейн на Кентъки граничи с водосборните басейни на реките Ликинг и Биг Санди Ривър, а на югозапад и юг – с водосборните басейни на реките Салт Ривър, Грийн Ривър и Камберланд, всичките леви притоци на Охайо. Основни притоци: леви – Южна Кентъки (72 km), Дикс Ривър (128 km); десни – Северна Кентъки (270 km), Ред Ривър (156 km).
Подхранването на река Кентъки е смесено (снежно-дъждовно), със слабо пролетно пълноводие. Средният годишен отток в долното ѝ течение е 252,7 m³/s. В долното си течение реката е шлюзована и е плавателна за плитко газещи речни съдове до град Хайделберг. По нейното течение са разположени градовете Бийтивил, Ъруин, Франкфорт (столицата на щата), Каролтън.